# Лонуа-сюр-Ванс
Лонуа́-сюр-Ванс (фр. Launois-sur-Vence) — коммуна во Франции, находится в регионе Шампань — Арденны. Департамент — Арденны. Входит в состав кантона Синьи-л’Аббеи. Округ коммуны — Шарлевиль-Мезьер.
Код INSEE коммуны — 08248.
Коммуна расположена приблизительно в 185 км к северо-востоку от Парижа, в 80 км севернее Шалон-ан-Шампани, в 19 км к юго-западу от Шарлевиль-Мезьера.

## Население
Население коммуны на 2008 год составляло 611 человек.
| 1962 | 1968 | 1975 | 1982 | 1990 | 1999 | 2008 |
| ---- | ---- | ---- | ---- | ---- | ---- | ---- |
| 544  | 560  | 520  | 532  | 578  | 561  | 611  |

## Экономика
В 2007 году среди 384 человек в трудоспособном возрасте (15—64 лет) 278 были экономически активными, 106 — неактивными (показатель активности — 72,4 %, в 1999 году было 63,1 %). Из 278 активных работали 250 человек (146 мужчин и 104 женщины), безработных было 28 (12 мужчин и 16 женщин). Среди 106 неактивных 17 человек были учениками или студентами, 37 — пенсионерами, 52 были неактивными по другим причинам.

## Достопримечательности
- Церковь Сент-Этьен[фр.] (XII век). Исторический памятник с 1913 года.[3]
- Бывшая почтовая станция (XVIII век). Исторический памятник с 1994 года.[4]

## Фотогалерея

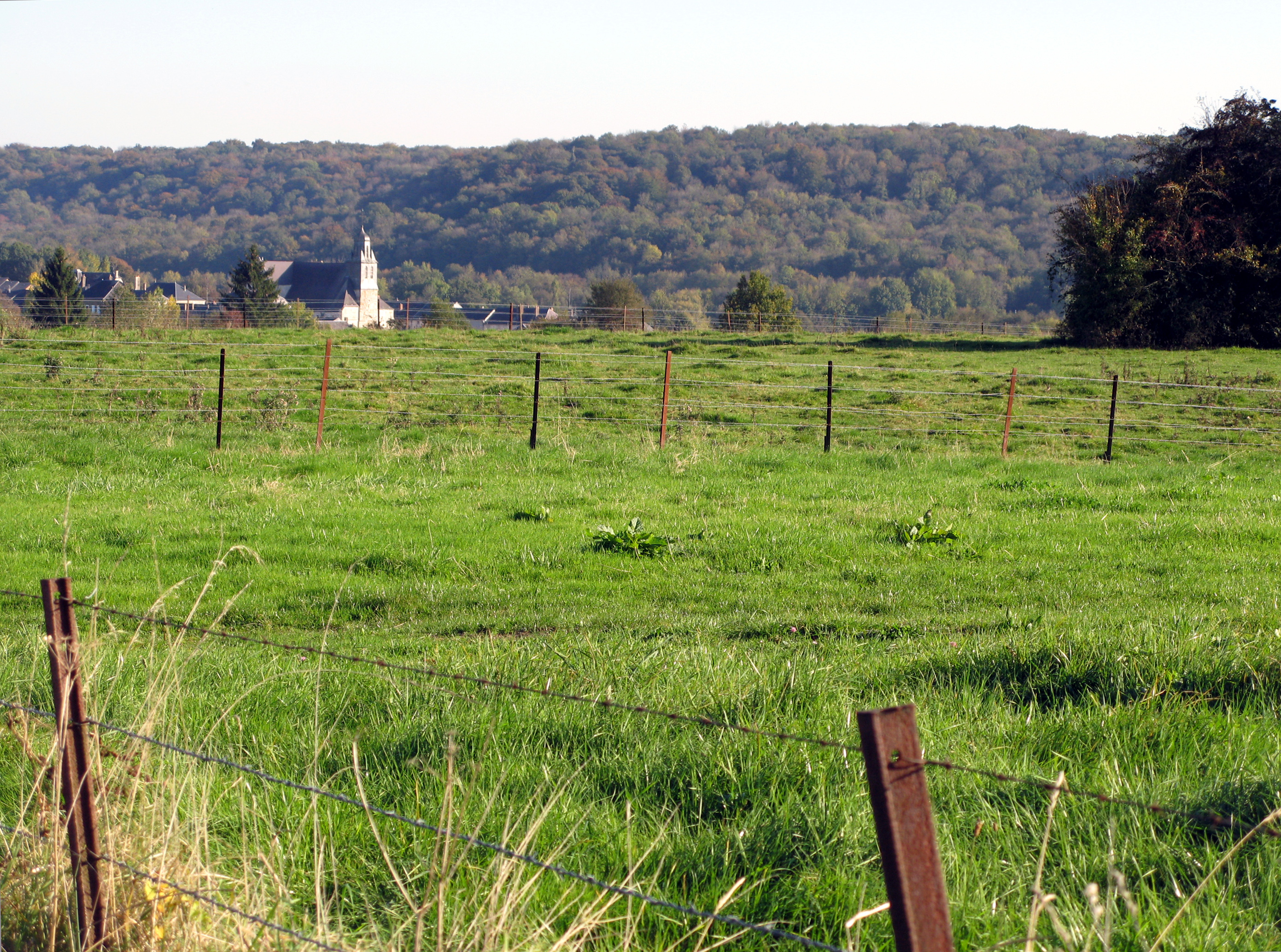
Лонуа-сюр-Ванс
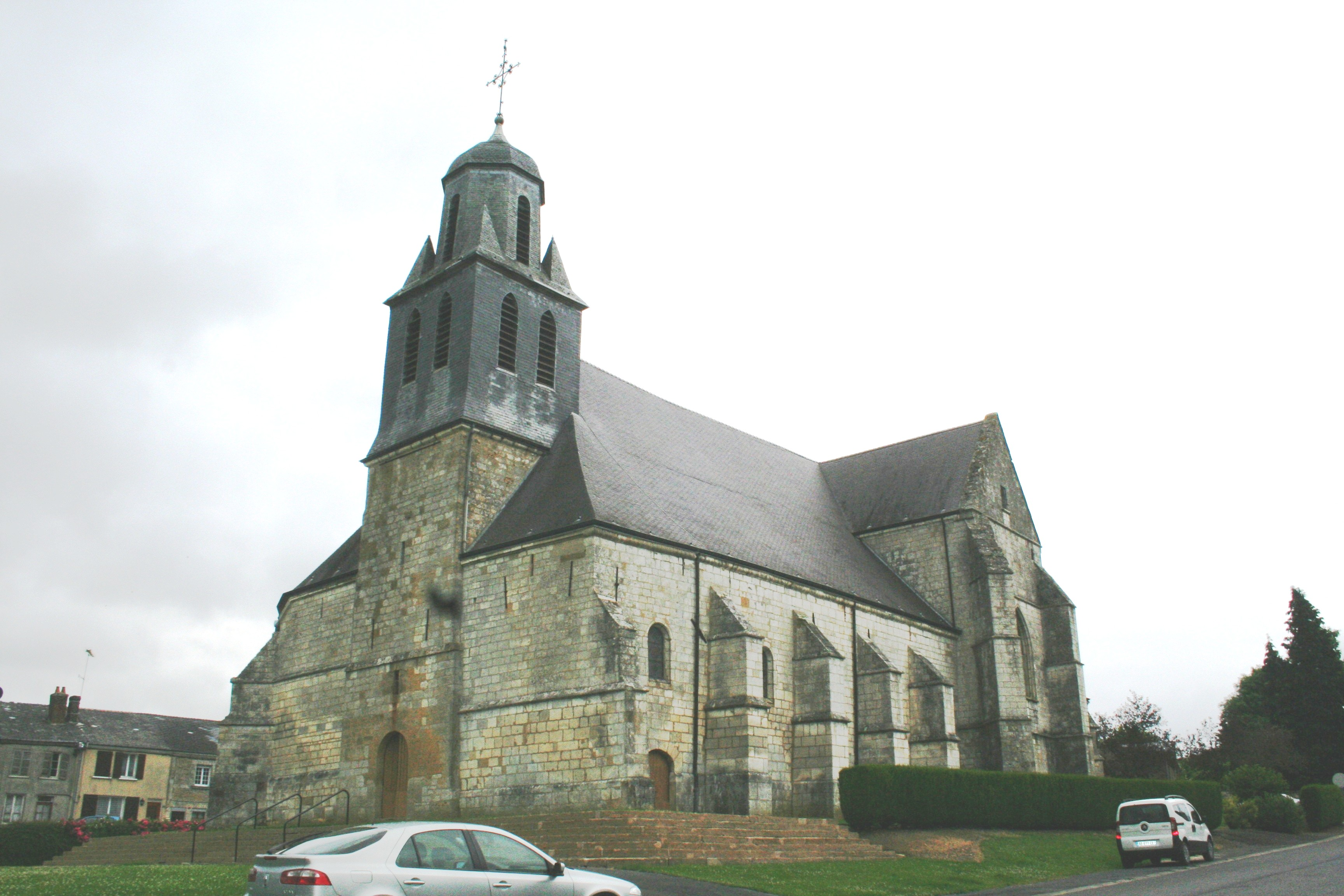
Церковь Сент-Этьен
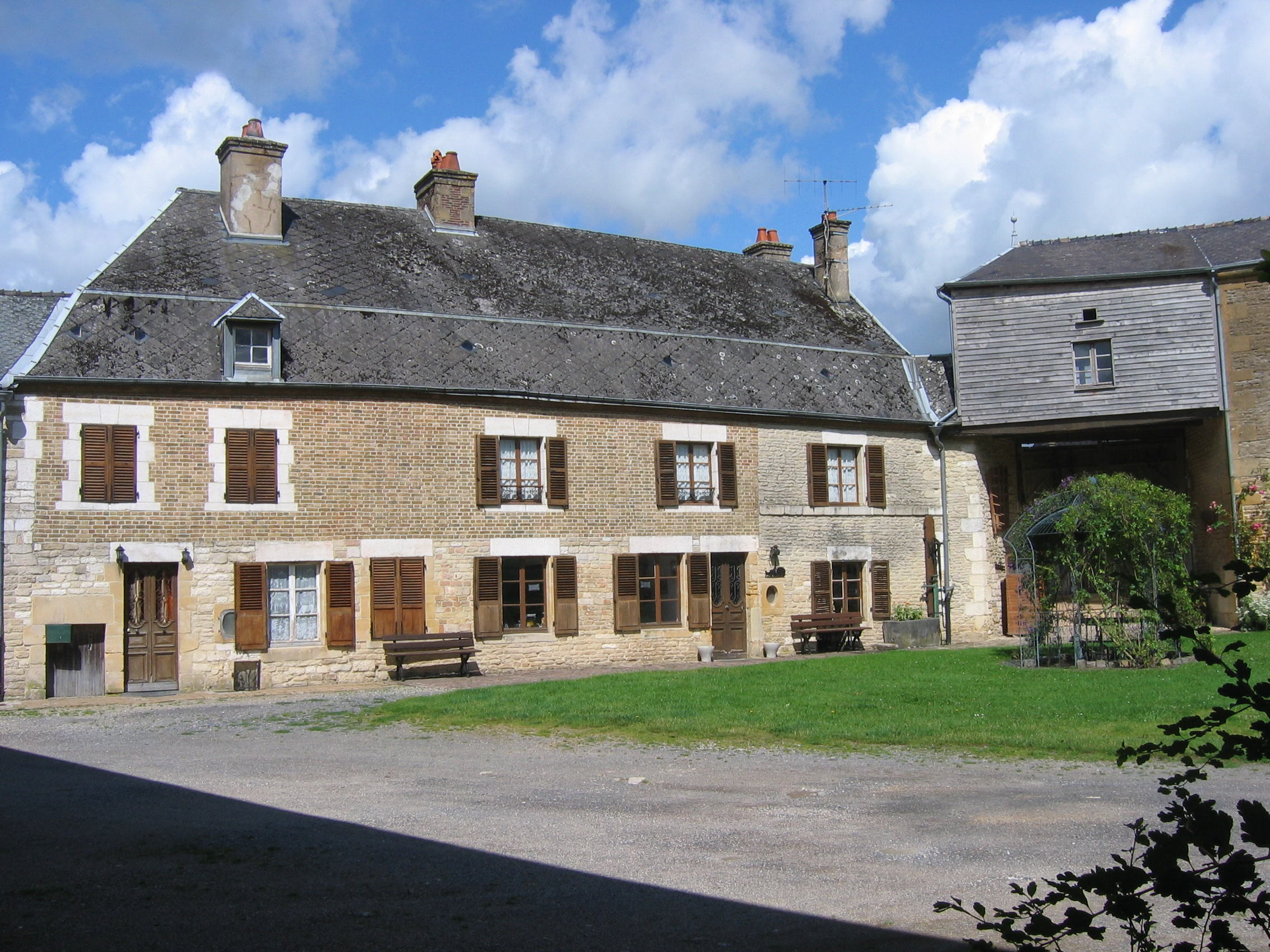
Бывшая почтовая станция
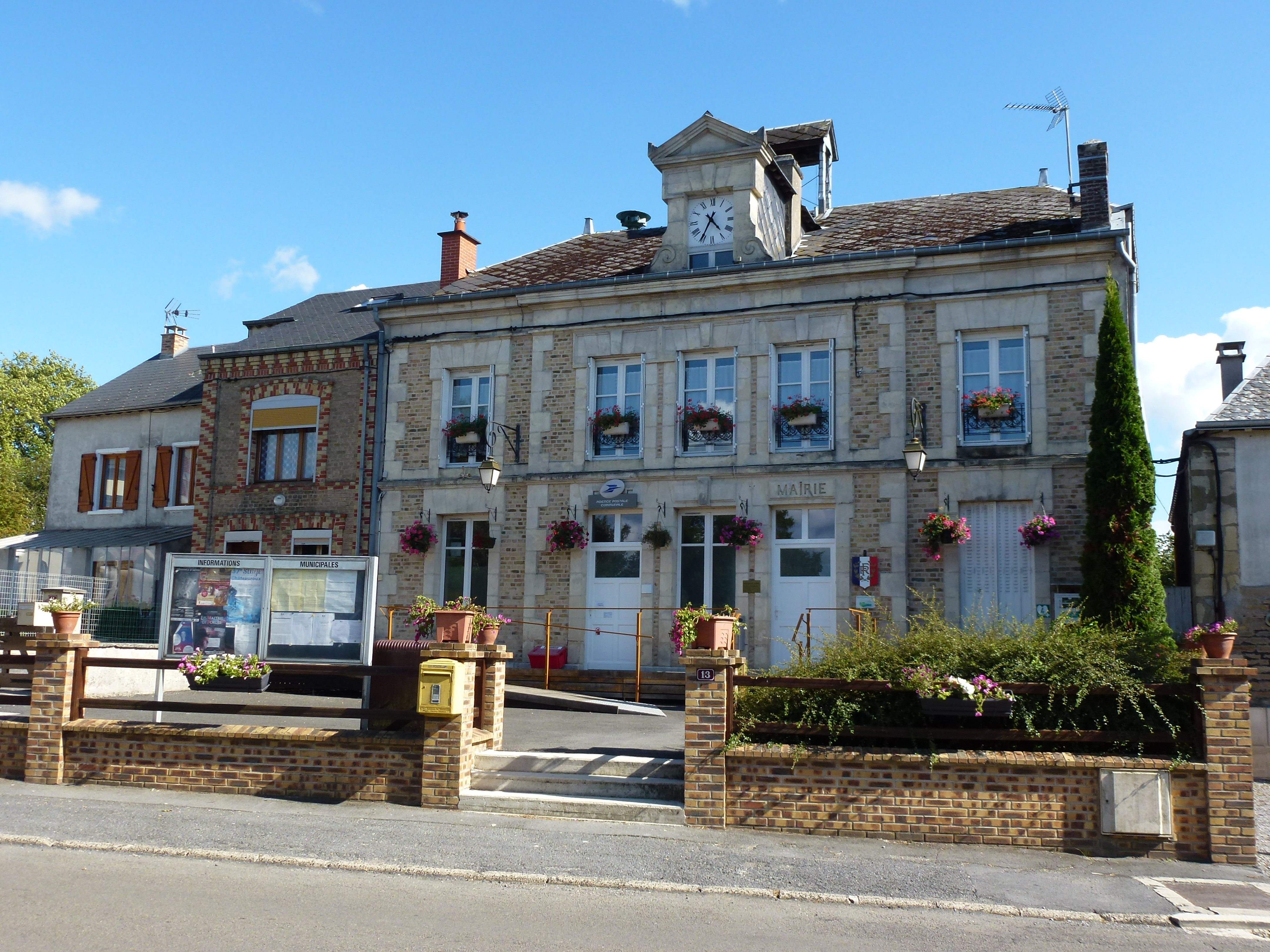
Мэрия и отделение связи